# Sarah Silverman
Sarah Kate Silverman (sinh ngày 1 tháng 12 năm 1970) là một kịch sĩ, diễn viên và nhà văn người Mỹ.
Silverman là một nhà văn và nghệ sĩ biểu diễn trên Saturday Night Live, và cô cũng tham gia và sản xuất chưởng trình The Sarah Silverman Program, chiếu từ năm 2007 đến 2010 trên Comedy Central, nhờ đó cô đã được đề cử Giải Primetime Emmy cho Nữ diễn viên chính xuất sắc trong loạt phim hài. Cô đã phát hành một cuốn tự truyện The Bedwetter vào năm 2010. Cô cũng xuất hiện trong các chương trình truyền hình khác, chẳng hạn như Mr. Show và V.I.P. và đóng vai chính trong các bộ phim, bao gồm Who's the Caboose? (1997), Rock học trò (2003), Ráp-phờ đập phá (2012), Triệu kiểu chết miền viễn Tây (2014) và Wreck-It Ralph 2: Phá đảo thế giới ảo (2018). Năm 2015, cô đóng vai chính trong bộ phim truyền hình I Smile Back, bộ phim mà cô đã được đề cử cho Giải của Nghiệp đoàn diễn viên màn ảnh cho nữ diễn viên đóng vai chính xuất sắc.